# Simiskina sublustris
Simiskina sublustris är en fjärilsart som beskrevs av Evans. Simiskina sublustris ingår i släktet Simiskina och familjen juvelvingar. Inga underarter finns listade i Catalogue of Life.